# Bibliographie sur la sociologie
 (août 2010).
- Si vous ne connaissez pas le sujet, laissez ce bandeau (vous pouvez alors contacter les auteurs).
- Si vous supprimez le contenu mis en cause (vous pouvez préalablement contacter les auteurs),

argumentez précisément cette suppression dans la page de discussion
(un manque de référence n'est pas un argument ; une recherche réelle de référence doit avoir été effectuée, être formellement documentée).
 (août 2010).
Si vous disposez d'ouvrages ou d'articles de référence ou si vous connaissez des sites web de qualité traitant du thème abordé ici, merci de compléter l'article en donnant les références utiles à sa vérifiabilité et en les liant à la section « Notes et références ».

## Ouvrages généraux

### Première approche de la discipline
- Peter L. Berger (trad. J. Feisthauer), « la perspective sociologique », dans Comprendre la sociologie. : Son rôle dans la société moderne, Paris, Resma, coll. « Connaissance du présent », 1973 (1re éd. 1963), p. 97-100
- Jean-Claude Rabier, Initiation à la sociologie, ERASME, 1990 (ISBN 978-2-7388-0036-7)
- Patrick Champagne, La sociologie, Milan, coll. « Les Essentiels Milan », 2002, 64 p. (ISBN 978-2-7459-0986-2)
- Gilles Ferréol et Jean-Pierre Noreck, Introduction à la sociologie, Paris, Armand Colin, coll. « Cursus », 2003, 191 p. (ISBN 978-2-200-35232-5)

### Ouvrages fondateurs
- Karl Marx, Le Capital, Gallimard, coll. « Folio essais », 2008 (1re éd. 1867), 1053 p., Poche (ISBN 978-2-07-035574-7)
- Émile Durkheim, De la division du travail social, PUF, coll. « Quadrige », 1998 (1re éd. 1893) (ISBN 978-2-13-043970-7)
- Émile Durkheim, Le Suicide, PUF, coll. « Quadrige », 1990 (1re éd. 1897) (ISBN 2-13-043033-3)
- Max Weber, L'Éthique protestante et l'esprit du capitalisme, Gallimard, 2004 (1re éd. 1905) (ISBN 2-07-077109-1)
- Émile Durkheim, Les Formes élémentaires de la vie religieuse, PUF, coll. « Quadrige », 1998 (1re éd. 1912) (ISBN 978-2-13-043338-5)

### Histoire de la sociologie
- Raymond Aron, Les Étapes de la pensée sociologique, Paris, Gallimard, coll. « Tel », 1967 (ISBN 978-2-07-029518-0)
- Pierre-Jean Simon, Histoire de la sociologie, Paris, PUF, coll. « Quadrige », 2002 (1re éd. 1991) (ISBN 978-2-13-053140-1)
- « Histoire sociale des sciences sociales », Actes de la recherche en sciences sociales, vol. 106-107,‎ mars 1995
- Johan Heilbron, Rémi Lenoir et Gisèle Sapiro, Pour une histoire des sciences sociales, Fayard, coll. « Histoire de la pensée », 2004, 394 p. (ISBN 978-2-213-62106-7)

### La méthode sociologique
- Émile Durkheim, Les Règles de la méthode sociologique, Flammarion, coll. « Champs », 1999 (1re éd. 1895), 254 p. (ISBN 978-2-08-081198-1)
- Frédéric Le Play, La méthode sociale : Abrégé des ouvriers européens, Méridiens-Klincksieck, coll. « Analyse institutionnelle », 1989 (1re éd. 1879), 656 p. (ISBN 978-2-86563-228-2)
- Pierre Bourdieu, Jean-Claude Chamboredon et Jean-Claude Passeron, Le métier de sociologue : Préalables épistémologiques, Paris, Mouton de Gruyter, 1968, 357 p. (ISBN 3-11-017429-4)
- Henri Mendras, Éléments de sociologie, Armand Colin, coll. « U Sociologie », 2003 (1re éd. 1967), 268 p. (ISBN 978-2-200-26488-8)
- Robert Merton, Éléments de théorie et de méthode sociologique, Armand Colin, 1997, 384 p. (ISBN 978-2-200-01773-6)

### Méthodologies pratiques ou «de terrain»
- Jean Peneff, La méthode biographique, de l’école de Chicago à l’histoire orale, Paris, Armand Colin, coll. « U Sociologie », 1990, 144 p. (ISBN 978-2-200-31265-7)
- Jacques Coenen-Huther, Observation participante et théorie sociologique, Paris, L’Harmattan, coll. « Logiques sociales », 1995, 192 p. (ISBN 2-7384-3038-4)
- Michel Liu, Fondements et pratiques de la recherche-action, Paris, L'Harmattan, 1997, 350 p. (ISBN 978-2-7384-5780-6, présentation en ligne)
- André D. Robert et Annick Bouillaguet, L'analyse de contenu, Paris, PUF, coll. « Que sais-je ? » (no 3271), 2002, 128 p. (ISBN 2-13-052826-0)
- Pascal Ardilly, Les techniques de sondage, Technip, 2006, 675 p. (ISBN 978-2-7108-0847-3)
- Daniel Cefaï (trad. de l'anglais), L’engagement ethnographique, Paris, Editions de l'EHESS, 2010, 640 p. (ISBN 978-2-7132-2225-2)

### Études de cas
- Howard Becker, Outsiders, Études de sociologie de la déviance, Métailié, coll. « Observations », 1985 (1re éd. 1963), 248 p. (ISBN 978-2-86424-042-6)
- Pierre Bourdieu (dir.), La Misère du monde, Seuil, coll. « Points essais », 2007 (1re éd. 1993), 1460 p. (ISBN 978-2-02-092092-6)

### Dictionnaires
- Encyclopædia Universalis, Dictionnaire de la sociologie, Paris, Albin Michel, coll. « Encyclopædia Universalis », 2007, 922 p. (ISBN 978-2-226-14364-8)

- Charles-Henri Favrod (dir. de collection), La sociologie, œuvres, statut, auteurs, concepts, techniques, théories, Paris, Le livre de poche, coll. « EDMA (Encyclopédie Du Monde Actuel) » (no 4478), 1979, 220 p. (ISBN 978-2-253-02189-6)

- Gérard Dion, « Dictionnaire canadien des relations du travail », Relations industrielles / Industrial Relations, Québec, Les Presses de l’Université Laval, vol. 41, no 3,‎ 1986, p. 646-650 (ISBN 2763769756)

- Jésus Ibarrola et Nicolas Pasquarelli, Nouveau dictionnaire économique et social, Paris, Éditions sociales, 1981, 715 p. (ISBN 2-209-05451-6)

- Philippe Boudreau et Claude Perron, Lexique de science politique, Montréal, Les éditions de la Chenelière, 2006, 201 p. (ISBN 978-2-7651-0452-0)

- Raymond Boudon et François Bourricaud, Dictionnaire critique de la sociologie, PUF, 2011, 768 p. (ISBN 978-2-13-058847-4)

## Ouvrages par branches

### Sociologie de l'art

#### Sociologie des arts
- Alain Quemin, L'art contemporain international : Entre les institutions et le marché, Éditions Jacqueline Chambon - Artprice, 2002
- Alain Quemin, Les stars de l'art contemporain. Notoriété et consécration artistiques dans les arts visuels, Éditions du CNRS, 2013
- Charles Lalo, L'art et la vie sociale, Paris, Doin, 1927
- Pierre Francastel, Art et sociologie, 1948
- Pierre Francastel, Peinture et sociétés, Gallimard, 1952
- Pierre Francastel, Arts et techniques au XXe siècle, Paris, Les Éditions de Minuit
- Pierre Francastel, L'espace figuratif, Gonthier
- Georg Lukács, Signification présente du réalisme critique, Gallimard, 1960
- Erwin Panofsky, La perspective comme forme symbolique, Les Éditions de Minuit, coll. « Le sens commun », 1976, 280 p., Broché (ISBN 978-2-7073-0091-1)
- Jean Duvignaud, Sociologie de l'art, PUF, 1972
- Jean Duvignaud, Fêtes et civilisations, Webber, 1973
- Jean Duvignaud, Le Prix des choses sans prix, Arles, Actes Sud, 2001
- Jean Duvignaud, La ruse de vivre : État des lieux, Arles, Actes Sud, coll. « Un endroit où aller », 2006, 127 p., Broché (ISBN 978-2-7427-6013-8)
- Luc Boltanski et Ève Chiapello, Le Management culturel face à la crise artistique, Métailié, 1998
- Luc Boltanski et Ève Chiapello, « Chapitre sur l'attitude artiste », dans Le nouvel esprit du capitalisme, Gallimard, coll. « NRF essais », 1999 (ISBN 9782070749959)
- Revue Terrains

#### Sociologie des milieux artistiques
- Pierre Bourdieu, La distinction : Critique sociale du jugement, Les Éditions de Minuit, 1979
- Pierre Bourdieu, Les règles de l'art : Genèse et structure du champ littéraire, Seuil, 1992
- Pierre Bourdieu, « Gustave Flaubert, l'invention de la vie d'artiste », Actes de la recherche en sciences sociales, vol. 1, no 2,‎ 1975, p. 67-93
- Pierre Bourdieu et Alain Darbel, L'amour de l'art : Les musées et leur public, Paris, Les Éditions de Minuit, coll. « Le sens commun », 1966
- Alain Quemin, Les commissaires-priseurs : La mutation d'une profession, Anthropos - Economica, 1997
- Antoine Hennion, La Passion musicale : une sociologie de la médiation, Métailié, 1993
- Jean-Marc Leveratto, La mesure de l’art : Sociologie de la qualité artistique, La Dispute, 2000
- Raymonde Moulin, Le marché de l'art : Mondialisation et nouvelles technologies, Paris, Flammarion, coll. « Champs », 2003, 2e éd., 204 p. (ISBN 978-2-08-080071-8)

### Classes dominantes
- Michel Pinçon et Monique Pinçon-Charlot, Sociologie de la bourgeoisie, Paris, La Découverte, coll. « Repères Sociologie », 2007, 3e éd. (1re éd. 2000), 121 p., Broché (ISBN 978-2-7071-4682-3)

- Pierre Bourdieu, La noblesse d'État : Grandes écoles et esprit de corps, Les Éditions de Minuit, 1989

- Claude Lefort, Éléments d'une critique de la bureaucratie, Gallimard, coll. « Tel », 1979 (ISBN 978-2-07-028771-0)
- Luc Boltanski, De la critique. Précis de sociologie de l'émancipation, Gallimard, 2009

### Classes populaires
- Philippe Alonzo et Cédric Hugrée, Sociologie des classes populaires : Domaines et approches, Paris, Armand Colin, coll. « 128 », 2010, 122 p. (ISBN 978-2-200-35273-8)
- Robert Castel, Les métamorphoses de la question sociale, une chronique du salariat, Fayard, 1995
- Guy Groux et Catherine Levy, La possession ouvrière, du taudis à la propriété (XIXe‑XXe siècle), Paris, Éditions de l’Atelier, 1993
- Richard Hoggart, La culture du pauvre, étude sur le style de vie des classes populaires en Angleterre [« The Uses of Literacy: Aspects of Working Class Life »], Éditions de Minuit, 1991, 424 p. (ISBN 2-7073-0117-5)
- Loïc Wacquant, Parias urbains. Ghetto, banlieues, État, Paris, La Découverte, 2006
- Didier Eribon, Retour à Reims, Paris, Fayard, 2009

### Classes moyennes
- Luc Boltanski, Les cadres : La formation d’un groupe social, Paris, Les Éditions de Minuit, coll. « Le sens commun », 1982, 528 p. (ISBN 978-2-7073-0617-3)
- Serge Bosc, Sociologie des classes moyennes, Paris, La Découverte, coll. « Repères », 2008, 122 p. (ISBN 978-2-7071-5308-1)
- Dominique Goux et Éric Maurin, Les nouvelles classes moyennes, Paris, Les Éditions du Seuil, coll. « La république des idées », 2012, 118 p. (ISBN 978-2-02-107147-4)

### Sociologie de la communication
- Michèle Mattelart et Armand Mattelart, Penser les médias, Paris, La Découverte, 1991
- Pierre Bourdieu, Sur la télévision, Paris, Liber, 1996, 95 p. (ISBN 978-2-912107-00-8)
- Armand Mattelart, La communication-monde, Paris, La Découverte, 1999

### Sociologie de la connaissance
- Max Weber, Essais sur la théorie de la science [recueil de textes], Paris, Plon, 1965
- Max Weber, La science, vocation & profession [conférence de novembre 1917], suivi de "Leçons weberienens sur la science & la propagande" d'Isabelle Kalinowski, Marseille, Agone, 2005
- Maurice Halbwachs, Les cadres sociaux de la mémoire, Paris, Alcan, 1948
- Peter Berger et Thomas Luckmann, La Construction sociale de la réalité, Paris, Armand Colin, 2006
- Georges Gurvitch, Les cadres sociaux de la connaissance, Paris, PUF, 1968
- Thomas Samuel Kuhn (trad. de l'anglais), La Structure des révolutions scientifiques [« The Structure of Scientific Revolutions »], Paris, Flammarion, coll. « Champs », 1983 (1re éd. 1962), 284 p. (ISBN 2-08-081115-0)
- Norbert Elias, Engagement et distanciation. Contributions à la sociologie de la connaissance, Paris, Fayard, 1993 (1re éd. : 1983)
- Jean-Claude Passeron, Le raisonnement sociologique. Un espace non-poppérien de l'argumentation, Paris, Albin Michel, 2006 (1re éd. : 1991)
- Philippe Descola, Par-delà nature et culture, Paris, Gallimard, 2005
- Philippe Corcuff, Où est passée la critique sociale? Penser le global au croisement des savoirs, Paris, La Découverte, coll. "Bibliothèque du MAUSS", 2012

### Sociologie de la déviance
- Becker Howard S, Outsiders. Études de sociologie de la déviance. Éditions Métailié, « Leçons De Choses », 1985
- Laurent Mucchielli, Violence et insécurité : fantasmes et réalités dans le débat français, Paris, La Découverte, coll. « Sur le vif », 2005 rééd. (ISBN 978-2-7071-3848-4)
- Maryse Esterle-Hedibel, La bande, le risque et l'accident, Paris/Montréal (Canada), L'Harmattan, 1997, 260 p. (ISBN 2-7384-5952-8)

### Sociologie économique
- Karl Marx, Le capital, Gallimard, coll. « Folio essais », 2008 (1re éd. 1867), 1053 p., Poche (ISBN 978-2-07-035574-7)

- Max Weber, Économie et société : Tome 1, Les catégories de la sociologie, Paris, Plon, 1921, 834 p. (ISBN 2-266-13244-X et 2266132458)

- Bronislaw Malinowski, Les Argonautes du Pacifique occidental, Gallimard, coll. « Tel », 1989 (1re éd. 1922), 606 p. (ISBN 978-2-07-071273-1)
- Georg Simmel, Les pauvres, Presses universitaires de France, coll. « Quadrige Grands textes », 2011, 4e éd., 112 p.
- Jean Baudrillard, La société de consommation : ses mythes, ses structures, Gallimard, coll. « Folio », 1996 (1re éd. 1970), 318 p. (ISBN 978-2-07-032349-4)

### Sociologie de l'éducation
- Pierre Bourdieu et Jean-Claude Passeron, La reproduction : Éléments d’une théorie du système d’enseignement, Paris, Les Éditions de Minuit, coll. « Le sens commun », 1970, 284 p. (ISBN 978-2-7073-0226-7)

### Études de genre
- Simone de Beauvoir, Le deuxième sexe, Gallimard, coll. « Folio essais », 1986 (1re éd. 1949) (ISBN 978-2-07-032351-7)
- (en) Robert Stoller, Sex and Gender : On the Development of Masculinity and Feminity, Taylor & Francis Group, 1968 (ISBN 978-0-946439-03-4)
- (en) Ann Oakley, Sex, Gender and Society : Towards a new society, Maurice Temple Smith Ltd, 1972 (ISBN 978-0-85117-021-3)
- Isabelle Clair, Sociologie du genre, Paris, Armand Colin, coll. « 128 », 2012
- Christine Delphy, L’ennemi principal 2 : Penser le genre, Syllepse, coll. « Nouvelles Questions féministes », 2001
- Pierre Bourdieu, La domination masculine, Paris, Seuil, coll. « Liber », 1998, 177 p. (ISBN 2-02-055771-1)
- Judith Butler, Trouble dans le genre, La Découverte, 2006 (ISBN 2-7071-5018-5)
- Donna Haraway (dir.), Laurence Allard, Delphine Gardey et Nathalie Magnan (trad. de l'anglais), Manifeste cyborg et autres essais : Sciences - Fictions - Féminismes (anthologie), Paris, Éditions Exils, coll. « Essais », 2007, 333 p. (ISBN 978-2-912969-63-7)
- Margaret Mead, L'un et l'autre sexe, Gallimard, coll. « Folio essais » (ISBN 978-2-07-032466-8 et 2-07-032466-4)
- Laure Murat, La Loi du genre : une histoire culturelle du troisième sexe, Paris, Fayard, 2006, 459 p. (ISBN 2-213-62042-3)
- Elsa Dorlin, Sexe, genre et sexualités : introduction à la théorie féministe, Paris, PUF, coll. « Philosophies », 2007, 153 p.
- Christine Guionnet et Erik Neveu, Féminins/masculins : sociologie du genre, Paris, Armand Colin, coll. « U sociologie », 2009, 320 p. (ISBN 978-2-200-35461-9)
- Laure Bereni, Sébastien Chauvin, Alexandre Jaunait et Anne Revillard, Introduction aux études sur le genre, Bruxelles/Paris, De Boeck, 2012 (1re éd. 2008), 358 p. (ISBN 978-2-8041-6590-1)

### Sociologie de la famille
- Claude Lévi-Strauss, Les structures élémentaires de la parenté, Paris, Mouton, 1981 (1re éd. 1949)
- Claude Meillassoux, Femmes, greniers et capitaux, Paris, Maspero, 1975, 254 p.
- François de Singly, Sociologie de la famille contemporaine, Nathan, coll. « 128 », 1993
- (en) Talcott Parsons et Robert F. Bales, Family, socialization and interaction, Routledge, coll. « International Library of Sociology », 1998 (1re éd. 1955), 440 p. (ISBN 978-0-415-17647-7)
- Thierry Blöss, Les liens de famille : Sociologie des rapports entre générations, PUF, coll. « Le sociologue », 1997

### Sociologie dite «du futile» et microsociologie
- Georg Simmel, « Sociologie du repas », Sociétés, no 37,‎ 1992, p. 211-216
- Claude Javeau, Prendre le futile au sérieux, microsociologie des rituels de la vie courante, Éditions du Cerf, coll. « Humanités », 1998, 121 p.
- Norbert Elias, « La fourchette », dans La Civilisation des mœurs, Paris, Calmann-Lévy, 2001 (1re éd. 1939), p. 179-183
- Jean-Claude Kaufmann, Corps de femmes, regards d'hommes : sociologie des seins nus, Paris, Pocket, 2001, 294 p. (ISBN 2-266-10980-4)
- Claude Javeau, La Culotte de Madonna, Soignies, Éditions Talus d'approche, 2001

### Sociologie juridique
- Max Weber (trad. Jacques Grosclaude), Sociologie du droit [« Rechtssoziologie »], Paris, P.U.F., coll. « Recherche politique », 1986 (1re éd. 1967), 242 p.
- Georges Gurvitch, « Problèmes de sociologie du droit », dans Traité de sociologie, t. II, Paris, P.U.F., 1968 (1re éd. 1960), 189 p.
- Jean Carbonnier, Sociologie juridique, Paris, P.U.F., 1978
- Henri Lévy-Bruhl, Sociologie du droit, Paris, P.U.F. (no 951), 1981, 6e éd. (1re éd. 1961)
- (it) Renato Treves (édité par), La Sociologia del diritto, Milan, Edizioni di Comunità, coll. « Diritto et cultura moderna », 1966

### Sociologie du loisir, du sport
- Norbert Elias et Éric Dunning, Sport et civilisation, Fayard, 1994
- Institut national des hautes études de la sécurité intérieure (IHESI) et Jean-Charles Basson (sous la direction de), Sport et ordre public, Paris, La Documentation Française, 2001 (ISBN 978-2-11-004482-2)

### Sociologie des mouvements sociaux
- Mancur Olson (trad. Mario Levi, préf. Raymond Boudon), Logique de l’action collective [« The Logic of Collective Action »], Paris, PUF, 1978 (1re éd. 1971), 199 p. (ISBN 978-2-13-035434-5)

- Érik Neveu, Sociologie des mouvements sociaux, Paris, La Découverte, coll. « Repères », mars 2005, 4e éd. (1re éd. 1996), 126 p. (ISBN 978-2-7071-4537-6)

- Francis Chateauraynaud, Argumenter dans un champ de forces. Essai de balistique sociologique, Paris, Pétra, coll. « Pragmatismes » (1re éd. 2011), 476 p. (ISBN 978-2-84743-039-4)

### Sociologie des organisations
- Michel Crozier et Erhard Friedberg, L'acteur et le système : Les contraintes de l'action collective, Paris, Seuil, 1992 (ISBN 978-2-02-018220-1)
- Henri Mintzberg, Le pouvoir dans les organisations, Paris, Éditions d'Organisation, 1986 (ISBN 978-2-7081-3013-5)
- Max Pagès, Michel Bonetti, Vincent de Gaulejac et Daniel Descendre, L’emprise de l’organisation, Desclée de Brouwer, coll. « Sociologie Clinique », 1998 (1re éd. 1979) (ISBN 978-2-220-04211-4)
- Jean-Daniel Reynaud, Les règles du jeu : L'action collective et la régulation sociale, Paris, Armand Colin, 1997 (ISBN 978-2-200-01677-7)

### Sociologie politique
- Catherine Rouvier, Sociologie politique, Litec - Lexis Nexis, coll. « Objectif droit », décembre 2006, 4e éd. (ISBN 978-2-7110-0682-3)

- Alexis de Tocqueville, De la démocratie en Amérique, t. 1 & 2, Garnier Flammarion, coll. « Philosophie », 1999 (1re éd. 1840), 569 p.

- Patrick Champagne, Faire l'opinion, le nouveau jeu politique, Paris, Les Éditions de Minuit, coll. « Le sens commun », 1990, 320 p. (ISBN 978-2-7073-1359-1)

### Sociologie des rapports sociaux
- Émile Durkheim, De la division du travail social, Paris, Presses universitaires de France, coll. « Quadrige Grands textes », 2007 (1re éd. 1893), 416 p., broché (ISBN 978-2-13-056329-7)

### Sociologie des religions et des croyances
- Marcel Mauss, « Esquisse d'une théorie générale de la magie », dans Sociologie et anthropologie, PUF, coll. « Quadrige », 2010, 12e éd. (1re éd. 1902) (ISBN 9782130583561)

- Émile Durkheim, Les Formes élémentaires de la vie religieuse, Paris, Presses universitaires de France, coll. « Quadrige », 2008, 6e éd. (1re éd. 1912), 672 p. (ISBN 978-2-13-056751-6)

- Max Weber, L'Éthique protestante et l'esprit du capitalisme, Pocket, coll. « Évolution », 1989 (1re éd. 1905), 285 p. (ISBN 978-2-266-03402-9)

### Sociologie des réseaux sociaux
- Alain Degenne et Michel Forsé, Les réseaux sociaux : Une approche structurale en sociologie, Paris, Armand Colin, coll. « U », 1994, 263 p.

### Sociologie de la santé
- Ivan Illich, Némésis médical : L'expropriation de la santé, Seuil, coll. « Points », 1981 (1re éd. 1975), 221 p. (ISBN 978-2-02-005661-8)
- Louis Demers, chap. 3 « La profession médicale », dans Vincent Lemieux, Pierre Bergeron, Clermont Bégin et Gérard Bélanger (sous la direction de), Le système de santé au Québec. Organisations, acteurs et enjeux, Québec, Les Presses de l’Université Laval, 1994, 370 p., p. 53 à 72
- Bernard Paillard, L’épidémie : Carnets d’un sociologue, Paris, Stock, 1994
- Philippe Adam et Claudine Herzlich, Sociologie de la maladie et de la médecine, Paris, Nathan, coll. « 128 », 1995
- Danièle Carricaburu et Marie Menoret, Sociologie de la santé : Institutions, professions et maladies, Paris, Armand Colin, coll. « U Sociologie », 2004, 235 p. (ISBN 978-2-200-26229-7)

### Sociologie des sciences
- Bruno Latour et Steve Woolgar, la Vie de laboratoire : la Production des faits scientifiques, Paris, La Découverte, 1988
- (en) Robert K. Merton, The sociology of science, Theoretical and empirical investigations, Chicago, The University of Chicago Press, 1973
- (en) Warren O. Hagstrom, The Scientific Community, New York - Londres, Basic Books, 1965
- (en) Derek John de Solla Price, Little Science and Big Science, New York, Columbia University Press, 1963
- (en) Joseph Ben David, The Scientist's Role in Society : A comparative Study, Englewood Cliffs (New Jersey), Prentice Hall, 1971
- Olivier Martin, Sociologie des sciences, Paris, Armand Colin, 2000
- David Bloor, Sociologie de la logique ou les limites de l'épistémologie, Paris, Pandore, 1982
- Francis Chateauraynaud, « Forces et faiblesses de la nouvelle anthropologie des sciences », dans Sciences humaines: sens social, Critique,, Minuit, 1991, tome XLVII, no 529-530 éd.
- Pierre Bourdieu, Science de la science et réflexivité, Paris, Raisons d'agir, 2001

### Sociologie du travail
- Michel Crozier, Le phénomène bureaucratique, Paris, Seuil, 1963
- Georges Friedmann et Pierre Naville, Traité de sociologie du travail, Paris, Armand Colin, 1970, 3e éd.
- Nicolas Dodier, Les hommes et les machines, Paris, A.-M. Métailié, 1995, 384 p.
- Michel Verret, Le travail ouvrier, Paris, L'Harmattan, 1999, 234 p.

### Sociologie rurale
- Nicolas Renahy, Les Gars du coin. Enquête sur une jeunesse rurale, Paris, La Découverte, 2006, 285 p.

### Sociologie des risques
- Beck U., 2008, La société du risque : sur la voie d'une autre modernité, Paris, Flammarion (Première édition en langue allemande, 1986)
- Francis Chateauraynaud, Les Sombres précurseurs. Une sociologie pragmatique de l'alerte et du risque, Paris, Editions de l'EHESS, 1999 (réédition 2014, 400 p.
- Claude Gilbert, Risques collectifs et situations de crise. Apports de la recherche en sciences humaines et sociales, Paris, L'Harmattan, 2003, 340 p.
- Francis Chateauraynaud et Josquin Debaz, Aux bords de l'irréversible. Sociologie pragmatique des transformations, Paris, Pétra, 2017, 648 p.

## Courants de la sociologie

### Bourdieusienne
- Pierre Bourdieu (dir.), La Misère du monde, Paris, Seuil, 1993
- Pierre Bourdieu, Questions de sociologie, Les Éditions de Minuit, 1994
- Jeannine Verdès-Leroux, Le savant et la politique : essai sur le terrorisme sociologique de Pierre Bourdieu, Paris, Grasset, 1998, 248 p. (ISBN 2-246-56531-6). Un commentaire (www.homme-moderne.org)
- Jean-Philippe Cazier (dir.), Abécédaire de Pierre Bourdieu, Éditions Sils Maria, 2007, 222 p. (ISBN 978-2-930242-55-2 et 2-930242-55-8)

### Durkheimienne (holiste)
- Émile Durkheim, De la division du travail social, Paris, Presses universitaires de France, coll. « Quadrige Grands textes », 2007 (1re éd. 1893), 416 p., broché (ISBN 978-2-13-056329-7)
- Marcel Mauss, « Esquisse d'une théorie générale de la magie », dans Sociologie et anthropologie, PUF, coll. « Quadrige », 2010, 12e éd. (1re éd. 1902) (ISBN 9782130583561)
- Bruno Karsenti, La société en personnes : Études durkheimiennes, Economica, 2006

### Ethnométhodologie
- (en) Harold Garfinkel, Studies in Ethnomethodology, Englewood Cliffs (New Jersey), Prentice Hall, 1967
- Georges Lapassade, Les microsociologies, Paris, Anthropos, 1996
- Alfred Schütz, Éléments de sociologie phénoménologique, Paris, L'Harmattan, 1998
- Michel de Fornel (dir.), Albert Ogien et Louis Quéré, L’ethnométhodologie, une sociologie radicale, Paris, Syros - La Découverte, 2001
- Philippe Amiel, Ethnométhodologie appliquée : Éléments de sociologie praxéologique, Saint-Denis, Presses du LEMA, 2013, 209 p. (ISBN 978-2-9534622-0-3, lire en ligne)

### Marxisme
- Karl Marx, Les Luttes de classes en France, Gallimard, coll. « Folio Histoire », 2002 (1re éd. 1850), 685 p. (ISBN 978-2-07-042231-9, lire en ligne [PDF])
- Henri Lefebvre, La vie quotidienne dans le monde moderne, Paris, Gallimard, coll. « Idées », 1968
- Jean-Pierre Durand, La sociologie de Marx, La Découverte, coll. « Repères », 1995, 123 p. (ISBN 978-2-7071-2460-9)

- Michel Clouscard, Les dégâts de la pratique libérale ou les métamorphoses de la société française, Nouvelles Éditions du Pavillon, 1987

### Structuralisme
- Claude Lévi-Strauss, Anthropologie structurale, Paris, Plon, 1958, 446 p. (ISBN 2-266-07754-6)Nombreuses rééditions, Pocket.
- Claude Lévi-Strauss, Anthropologie structurale deux, Paris, Plon, 1996 (1re éd. 1973) (ISBN 978-2-259-18544-8)